# Can Civils (Fornells de la Selva)
Can Civils és una masia de Fornells de la Selva (Gironès) inclosa a l'Inventari del Patrimoni Arquitectònic de Catalunya.

## Descripció
Es tracta de diferents cossos que formen un conjunt allargat amb un cos principal on es troba l'edifici originari. Així a l'entrada podem llegir a la llinda "Jaume Sibilis me fecit 1665". Diferents ampliacions es feren en el segle posterior com es pot comprovar en diferents datacions, 1771, pou de 1701,... Davant l'edificació hi ha una era i una cabana.